# Liste von rechtlichen Grundlagen für Saatgut in Deutschland
Die Liste von rechtlichen Grundlagen für Saatgut in Deutschland nennt Rechtsquellen, die das Inverkehrbringen von Saatgut landwirtschaftlich genutzter Gemüsearten, Obstarten und Zierpflanzen betreffen.

## Rechtliche Grundlagen
- Sortenschutzgesetz (SortSchG)
- Saatgutverkehrsgesetz (SaatG)
- Verordnung über das Artenverzeichnis zum Saatgutverkehrsgesetz (SaatArtVerzV)
- Verordnung über Verfahren vor dem Bundessortenamt (BSAVfV)
- Verordnung über den Verkehr mit Saatgut landwirtschaftlicher Arten und von Gemüsearten (Saatgutverordnung – SaatV)
- Pflanzkartoffelverordnung (PflKartV)
- Rebenpflanzgutverordnung (RebPflV)
- Verordnung über die Zulassung von Erhaltungssorten und das Inverkehrbringen von Saat- und Pflanzgut von Erhaltungssorten (Erhaltungssortenverordnung – ErhaltungsV)
- Verordnung über das Inverkehrbringen von Saatgut von Erhaltungsmischungen (Erhaltungsmischungsverordnung – ErMiV)
- Saatgutaufzeichnungsverordnung (SaatAufzV)
- Verordnung über das Inverkehrbringen von Anbaumaterial von Gemüse-, Obst- und Zierpflanzenarten (Anbaumaterialverordnung – AGOZV)

### EU-Bestimmungen
Einen rechtlichen Rahmen gibt die Europäische Union vor, darunter:
- Richtlinie 2002/55/EG des Rates vom 13. Juni 2002 über den Verkehr mit Gemüsesaatgut
- Richtlinie 2009/145/EG der Kommission vom 26. November 2009